# Accuracy in Media
Достоверность в СМИ (ДСМИ) (англ. accuracy in media) — американская некоммерческая наблюдательная организация в области СМИ, основанная в 1969 году экономистом Ридом Ирвином. Согласно её уставу, ДСМИ — это «некоммерческая организация, наблюдающая за незаконными действиями средств массовой информации, которая критикует предвзятые и некачественные новости и ставит ударение на важные вопросы, добиваясь беспристрастного освещения». 
Несмотря на утверждения ДСМИ о политической нейтральности, она часто рассматривается средствами массовой информации и другими наблюдательными организациями-коллегами как консервативная организация.
ДСМИ осудила журналистку Елену Мармор, которая в 1983 году выпустила документальный фильм для канала NBC о Русской Православной Церкви;  утверждала, что «она игнорировала репрессивную религиозную политику Советского Союза».